# Magneuptychia
Genre
Magneuptychia est un genre néotropical de lépidoptères (papillons) de la famille des Nymphalidae et de la sous-famille des Satyrinae.

## Systématique
Le genre Magneuptychia a été décrit par l'entomologiste allemand Walter Forster 1964.
Son espèce type est Papilio libye Linnaeus, 1767.

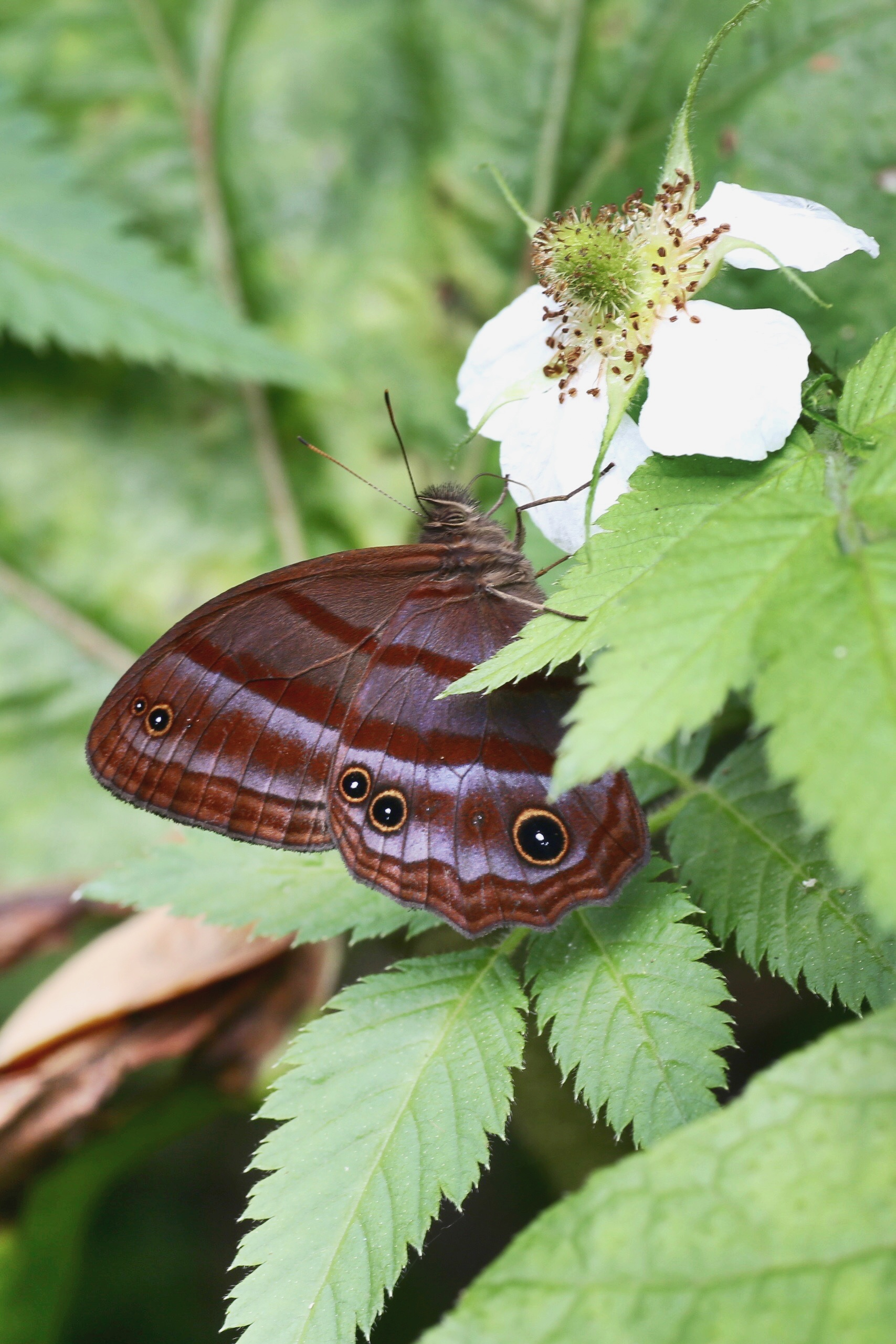
Magneuptychia tiessa, en Équateur.

## Liste des espèces
D'après FUNET Tree of Life (14 avril 2019) :
- Magneuptychia agnata (Schaus, 1913) — Costa Rica.
- Magneuptychia alcinoe (C. & R. Felder, 1867) — Costa Rica, Équateur, Colombie, Bolivie, Venezuela.
- Magneuptychia analis (Godman, 1905) — Brésil, Pérou.
- Magneuptychia divergens (Butler, 1867) — Brésil, Guyane.
- Magneuptychia drymo (Schaus, 1913) — Costa Rica.
- Magneuptychia francisca (Butler, 1870) — Équateur.
- Magneuptychia fugitiva Lamas, [1997] — Suriname.
- Magneuptychia gera (Hewitson, 1850) — Pérou, Brésil, Guyane.
- Magneuptychia gomezi (Singer, DeVries & Ehrlich, 1983) — Costa Rica.
- Magneuptychia harpyia (C. & R. Felder, 1867) — Brésil, Suriname, Guyane.
- Magneuptychia inani (Staudinger, [1886]) — Équateur, Colombie.
- Magneuptychia iris (C. & R. Felder, 1867) — Colombie, Brésil, Guyane.
- Magneuptychia lea (Cramer, [1780]) — Brésil, Suriname, Guyana, Guyane.
- Magneuptychia libye (Linnaeus, 1767) — Mexique, Amazonie, Nicaragua, Suriname, Guyane.
- Magneuptychia metagera (Butler, 1867) — Brésil.
- Magneuptychia mimas (Godman, 1905) — Bolivie.
- Magneuptychia moderata (Weymer, 1911) — Bolivie.
- Magneuptychia modesta (Butler, 1867) — Venezuela, Équateur, Bolivie, Brésil, Pérou, Guyane.
- Magneuptychia murrayae Brévignon, 2005 — Guyane[3].
- Magneuptychia mycalesis (Röber, 1927) — Colombie.
- Magneuptychia nebulosa (Butler, 1867) — Venezuela.
- Magneuptychia newtoni (Hall, 1939) — Équateur, Guyana, Guyane.
- Magneuptychia ocnus (Butler, 1867) — Amazonie, Pérou.
- Magneuptychia ocypete (Fabricius, 1776) — Trinité-et-Tobago, Brésil, Suriname, Guyane.
- Magneuptychia opima (Weymer, 1911) — Brésil.
- Magneuptychia pallema (Schaus, 1902) — Pérou.
- Magneuptychia probata (Weymer, 1911) — Bolivie.
- Magneuptychia segesta (Weymer, 1911) — Colombie.
- Magneuptychia tiessa (Hewitson, 1869) — Nicaragua, Équateur.
- Magneuptychia tricolor (Hewitson, 1850) — Équateur, Pérou, Brésil, Suriname, Guyane.

Magneuptychia harpyia
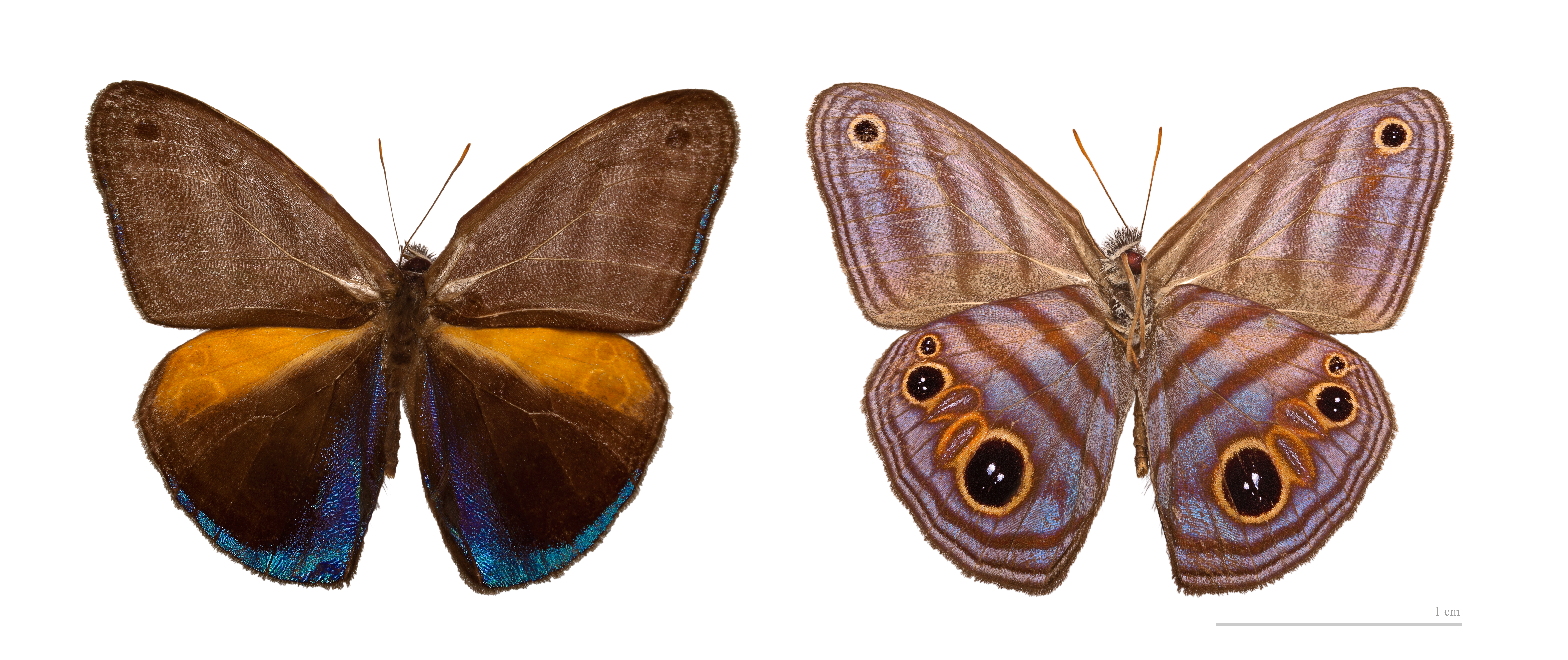
Magneuptychia tricolor